# Љубомир Ђоковић
Љубомир Р. Ђоковић (Радаљево, Ивањица, 1897 — Београд, 1985) био је стоматолог, лекар и универзитетски професор.

## Живот и рад
Основну школу завршио је у Приликама, а пет разреда гимназије у Чачку. По избијању Првог светског рата, као ђак, са оцем и стричевима прелази преко Албаније и стиже на Крф. После опоравка, упућен је на школовање у Француску где је у Бордоу завршио гимназију и уписао Филозовски факултет. По ослобођењу Србије враћа се у Београд, а 1920. године бива упућен од српско-америчког комитета у Пенсилванију (САД), где је 1924. дипломирао на Стоматолошком факултету. После завршених студија вратио се у Србију и на Медицинском факултету у Београду дипломирао 1931. године. Изванредно је говорио француски и енглески језик.
Био је једини стоматолог у комисији за оснивање Стоматолошког факултета у Београду и имао за задатак да организује целокупну наставу на стоматолошком факултету који се за предклиничку и клиничку наставу ослањао на Медицински факултет. За ванредног професора Стоматолошког факултета у Београду изабран је 1949. године. Учествовао је у оснивању стоматолошких факултета у Новом Саду, Нишу, Приштини и Сарајеву. Од 1944. до 1948. руководио је Стоматолошком клиником Медицинског факултета у Београду, а 1948. изабран је за доцента Медицинског факултета у Београд за предмет одонтостоматологија. Предавао је максилофацијалну хирургију. Био је редовни професор и дугогодишњи декан Стоматолошког факултета.
Објавио је више стручних и научних радова у домаћим и страним часописима, као и неколико факултетских уџбеника

## Одликовања
Носилац је Албанске споменице, Ордена Светог Саве и Ордена Легије части, коју му је доделио председник Француске Шарл де Гол, док је за свој стручни, научни и педагошки рад одликован Орденом рада са црвеном заставом и Орденом заслуга за народ са златном звездом.